# جیمی نویشول
جیمی نویشول (انگلیسی: Jamie Neushul؛ زادهٔ ۱۲ مه ۱۹۹۵) بازیکن واترپلو اهل ایالات متحده آمریکا است.
وی در مسابقات کشوری و بین‌المللی در مجموع برندهٔ ۱ مدال طلا شده‌است.